# SBB Ae 3/6 III
Die SBB Ae 3/6III mit dem Spitznamen mittlere Sécheron ist eine Normalspur-Einrahmen-Universallokomotive mit Einzelachsantrieb für Wechselstrom von 15'000 Volt 16 2⁄3 Hertz. Sie wurde in den Jahren 1925 und 1926 für die damals im Flachland neu elektrifizierten Bahnstrecken der Schweizerischen Bundesbahnen (SBB) bestellt und in brauner Farbgebung in Betrieb genommen. Die Ae 3/6III sind weitgehend baugleiche Nachbauten der zuvor gebauten Ae 3/5. Die meisten der insgesamt 11 abgelieferten Maschinen waren bis in die 1970er Jahre, zuletzt in grüner Farbgebung, im Einsatz.

## Vorgeschichte
Zu Beginn der Elektrifikation der SBB im Jahre 1920 wurden Lokomotiven ausgeschrieben, von welchen verlangt wurde, dass sie drei Triebachsen, eine Leistung von etwa 2000 PS und eine Höchstgeschwindigkeit von 90 km/h haben. Drei Schweizer Elektrofirmen antworteten darauf mit je einem eigenen Entwurf, deren mechanischer Teil stets von der Schweizerischen Lokomotiv- und Maschinenfabrik (SLM) stammte: Brown, Boveri & Cie (BBC) mit der Ae 3/6I, die Maschinenfabrik Oerlikon (MFO) mit der Ae 3/6II und die Société Anonyme des Ateliers de Sécheron (SAAS) mit der Ae 3/5.
Obwohl die Ae 3/5 von 1922 bis 1925 in vier Baulosen gebaut wurde, besass sie einen sehr schlechten Kurvenlauf, was man auf die sehr geringe Länge der Lokomotive zurückführte. Um Abhilfe zu schaffen, wurde zwei Wochen nach der letzten Ae 3/5 eine versuchsweise verlängerte Variante abgeliefert, die auf einer Seite – wie die Maschinen von BBC und MFO – ein Laufdrehgestell besitzt und die Bezeichnung Ae 3/6III erhielt. Anstelle einer Nachbestellung weiterer Ae 3/5 wurden noch weitere zehn Ae 3/6III beschafft.

## Konstruktion

Ae 3/6^{III} 10262, nach 1957

Infolge der miserablen Laufeigenschaften der zuvor hergestellten Lokomotive Ae 3/5 mit der Achsfolge 1’Co1’ wurde nach mehreren Baulosen die Produktion dieser Lokomotive gestoppt und ein weiteres Baulos sinngemäss den Ae 3/6I und Ae 3/6II mit der Achsfolge 2’Co1’ in Auftrag gegeben. Die Lok entspricht weitgehend den zuvor gelieferten Schnellzugloks Ae 3/5. Der mechanische Teil stammt von der Schweizerische Lokomotiv- und Maschinenfabrik (SLM) in Winterthur, die elektrische Ausrüstung von SAAS.
Die Einrahmen-Ae 3/6III gilt zusammen mit den ab 1921 gebauten Drehgestelllokomotiven Be 4/7, alle mit dem Westinghouse-Federantrieb, als Vorbild der ab 1926 an die Berner Alpenbahn-Gesellschaft Bern–Lötschberg–Simplon (BLS) abgelieferten Drehgestelllokomotiven Be 6/8, den späteren Ae 6/8, die damals während mehreren Jahren als stärkste Elektrolokomotive der Welt galt.

### Mechanische Konstruktion
Die Kraftübertragung erfolgt analog zur Ae 3/5 über einen Westinghouse-Federantrieb. Von der Vorgängerlok abweichend besitzt die Ae 3/6III nur eine Bisselachse an einem Lokende, an der anderen Seite befindet sich ein Laufdrehgestell. Von dieser verlängerten Konstruktion erhoffte man sich eine bessere Führung in den Gleisen, was sich aber nicht erfüllte. Die beim Westinghouse-Antrieb nötige genaue Zentrierung zwischen den Antriebsachsen und den Hohlwellen des Antriebs zur Minimierung der Beanspruchung der Antriebsfedern erforderten eine steife Federung, die zu den schlechten Laufeigenschaften der Maschinen führten. Um den Kurvenlauf weicher zu machen, wurden die Laufachszentrierungen verbessert und alle Gelenke der Bisselgestelle mit grösserem Spiel versehen. Eine durchschlagende Verbesserung des Kurvenlaufs brachte die Änderung nicht. Dank der im Gleisbau und -unterhalt erzielten Fortschritte wurden die nicht korrigierbaren lauftechnischen Mängel der Ae 3/6III mit der Zeit weniger spürbar.

### Elektrische Konstruktion
Auch elektrisch entspricht die Baureihe den Ae 3/5; sie besitzt einen Ölhauptschalter, der Transformator ist mittig in der Lok angeordnet. Die Spannung der Fahrmotoren wird über elektropneumatische Einzelschalter (Hüpfer) gesteuert.
Die Maschinen waren weder mit Vielfachsteuerung noch mit elektrischer Bremse ausgerüstet.

## Betriebseinsatz

### Ausrangierung
Als erste Lokomotive wurde die 10261 im November 1968 nach einem Unfall ausrangiert. Zwischen 1970 und 1972 wurde je eine weitere Lokomotive ausrangiert, 1976 folgten gleich drei, sowie je eine 1977 und 1979. Die letzte Maschine wurde 1980 ausrangiert.
Die Lokomotive 10264 ist als betriebsfähiges historisches Fahrzeug in brauner Farbgebung im Depot Lausanne erhalten geblieben und gehört der Stiftung Historisches Erbe der SBB (SBB Historic).
Diese Loks leisteten – zusammen mit den „kleinen Sécherons“ – in den 1960er und 1970er Jahren vor allem Regionalzugdienste in der Westschweiz. Sie waren in dieser Zeit dem Depot Bern zugeteilt.